# Бахута, Анатолий Павлович

Памятные доски на школе № 2,
Новая Каховка

Анатолий Павлович Бахута (2 января 1939, Киев — 1 августа 1990, Новая Каховка) — украинский советский поэт.

## Биография
Анатолий Бахута родился 2 января 1939 года в Киеве в семье работников речного флота.
В 1952—1957 годах учился в средней школе № 2 г. Новая Каховка.
После школы работал маляром на строительстве Днепродзержинской ГЭС и затем по комсомольской путевке на строительстве Новокриворожского горно-обогатительного комбината.
Служил в армии (в призывном порядке). После демобилизации работал мастером на Новокаховском ЭМЗ, корреспондентом в газетах местного и районного масштаба.
Начиная с 1959 года отдельные стихи и подборки изредка появлялись в журналах «Перець», «Дніпро», «Україна», «Ранок», в газете «Молодь України»; читались по областному и республиканскому радио и телевидению.
В подцензурных условиях многое из создаваемого не выходило за пределы узкого круга знакомых:

Раби сьогодні не голодні, 

Не злі, хоча і не німі. 

Раби сьогодні на свободі. 

І навіть більше: на умі. 

Рабам сьогодні, слава Богу, 

Дають і сала, і муки. 

Дають усе… Та все для того, 

Щоб проковтнули язики! 

1991 год — Лауреат международной литературной премии им. Алексея Крученых (звание присвоено посмертно).
Умер 1 августа 1990 года в г. Новая Каховка, Херсонская область.

## Память
- Школа, в которой учился поэт, названа его именем; дом, в котором он жил, преобразован в литературный музей. Директор музея — Татьяна Лупашко[1].